# Амір Хосров Дехлеві
Амір Хосров Дехлеві (гінді:अमीर खुसरो, 1253—1325) — індійський середньовічний поет та музика часів Делійського султанату. Його ім'я також вимовляється як Хусров або Хосро.

## Життєпис
Походив зі впливової родини султанату. Син Сейф-уд-діна Махмуда, тюркського військовика, та раджпутки Бібі Даулат Наз, доньки Рават Арза (міністра султана Балбана). Народився у м. Патіалі (сучасний штат Уттар-Прадеш). З дитинства виявив хист до поезії. У 1260 році втратив батька. Тоді ж разом з матір'ю перебрався до Делі (звідси його прізвисько Дехлеві, тобто Делійський). Після смерті діда у 1269 році поступив до війська Маліка Чадджу, небожа султана. Незабаром потрапляє до султанового двору.
У 1277 році його покровителем стає Бугра-хан, султанів син. Його Амір Хосров супроводжував під час намісництва у Бенгалії. Втім доволі швидко повернувся до Делі, де продовжував користуватися милостями родини султана Балбана. У 1279 році супроводжував Мухаммад-хана, сина Балбана до Мултана. Після його смерті під час вторгнення монгольських військ Амір Хосров повернувся до Делі. В цей же час стає прихильником суфізму.
У подальшому отримав покровительства султанів з династії Хілджі, особливо Алауддіна, якого Хосров супроводжував у всіх його походах. Свій статус поважного придворного поета Амір Хосров зберіг й за делійських султанів з династії Туґлак. Помер у 1325 році, незадовго після сходження на трон Мухамада.

## Творчість
Хосров відомий як лірик і епічний поет (автор «П'ятериці» — п'яти поем, написаних у традиції Нізамі Ганджаві, збірки віршів (дивани) «Дар юності» «Середина життя», «Повнота досконалості», «Обраний залишок», «Межа досконалості»), видатний музикант, теоретик поетичного і музичного мистецтва, вдумливий спостерігач сучасної дійсності, знавець фольклору та мов Індії.
Амір Хусрев став одним з основоположників індійського стилю в перської поезії. Багато сюжетів персомовних творів підказані йому індійської дійсністю, де присутні індійські образи, мовні звороти і приповідки, підслухані на багатолюдних площах Делі.
У той же час Амір Хусрев створював твори розмовною мовою, який сам Амір Хусрев називав «дехлаві», або «хіндаві», їх можна розглядати як перші твори літератури урду. Поет розробляв так звану «строкату» газель, в якій рядки на фарсі чергуються з рядками хіндаві. Вірші Аміра Хусрев хіндаві — загадки, жарти, римовані прислів'я та приказки — звичайно представляли собою майстерну поетичну обробку фольклорних текстів.
Є родоначальником суфійських пісень — каваллі, а також йому приписують винахід музичного інструмента ситара.